# هكتور إيشيفيري
هكتور إيشيفيري (بالإسبانية: Hector Echeverri)‏ هو لاعب كرة قدم كولومبي في مركز الوسط، ولد في 10 أبريل 1938 في كولومبيا، وتوفي في 1988. شارك مع منتخب كولومبيا لكرة القدم. أما مع النوادي، فقد لعب مع إنديبندينتي ميديلين وإنديبنديينتي سانتا في.

## وصلات خارجية
- هكتور إيشيفيري على موقع الاتحاد الدولي (مؤرشف)  (الإنجليزية)
- هكتور إيشيفيري على موقع قاعدة بيانات كرة القدم.إي يو (الإنجليزية)
- هكتور إيشيفيري على موقع ناشيونال فوتبول تيمز (الإنجليزية)